# Nightcrawlers
Pour les articles homonymes, voir Nightcrawler.
Les Nightcrawlers est un groupe écossais créé et produit par le DJ et chanteur John Reid (†).

## Biographie
En 1995, le groupe sort deux singles : Push the Feeling On, titre sorti trois ans plus tôt sans succès et bénéficiant d'une seconde édition remixée (servant d'inspiration à la chanson Hotel Room Service de Pitbull), et Surrender your love. Extraits de l'album Let's push it, ils se classeront respectivement 7e et 9e au Top 50. En 2017, le groupe français Sound Of Legend crée un remake de Push the Feeling On. En 2021, le DJ britannique Riton reprend la chanson avec son titre Friday, en collaboration avec Nightcrawlers.
En 2011, ils reviennent avec Cryin' Over You en featuring avec le chanteur Taio Cruz. Leur tube Push The Feeling On est réédité en 2012 avec les Glamrock Brothers et Sunloverz.

## Discographie

### Albums studio
- Lets Push It (1995)
- The 12" Mixes (1996)